# Cyclistes
Pour plus de détails, voir Fiche technique et Distribution.
Cyclistes est un film d'animation franco-croate de court métrage réalisé par Veljko Popovic et sorti en 2018. Il s'inspire de l'univers (dessins, peintures et sculptures) de l'artiste croate Vasko Lipovac.

## Fiche technique
- Titre : Cyclistes
- Titre original : Biciklisti
- Réalisation : Veljko Popovic
- Scénario : Veljko Popovic
- Animation :
- Montage :
- Musique : Pablo Pico
- Producteur : Milivoj Popovic, Vanja Andrijevic et Patrick Hernandez
- Production : Lemonade 3D, Krupni Kadar et Bagan Films
- Distribution : Bagan Films et Bonobostudio
- Pays d'origine :  France et  Croatie
- Durée : 7 minutes 19
- Dates de sortie :
  - France : 11 juin 2018 (FIFA 2018)

## Distinctions
Il remporte la mention du jury pour un court métrage à l'édition 2018 du festival international du film d'animation d'Annecy.